# جروم اسکولن
جروم اسکولن (انگلیسی: Jérôme Scolan؛ زادهٔ ۲۷ ژوئن ۱۹۸۸) بازیکن فوتبال اهل فرانسه است.
از باشگاه‌هایی که در آن بازی کرده‌است می‌توان به باشگاه فوتبال کلرمون فوت اشاره کرد.